# Никша Стојковски
Никша Стојковски (норв. Niksja Stojkovski, хрв. Nikša Stojkovski; Сплит, 5. мај 1994) хрватско-норвешки је пливач чија специјалност су спринтерске трке слободним и делфин стилом. Од 2017. такмичи се под заставом Норвешке.

## Спортска каријера
Стојковски је пливањем почео да се бави у родном Сплиту тренирајући за екипу Морнара. Прво значајније такмичење на ком је наступио је било европско јуниорско првенство у белгијском Антверпену 2012. где је као члан штафете на 4×100 слободно заузео укупно шесто место у финалу. Прво сениорско такмичење на ком је наступио је било европско првенство у малим базенима у Хернингу 2013. где је са штафетом 4×50 слободно успео да се пласира у финале (укупно 5. место). Последње велико такмичење на ком је наступио под заставом Хрватске било је европско првенство 2014. у Берлину (33. на 50 делфин, 39. на 50 слободно, 66. место на 100 слободно и 52. на 100 делфин). 
За Норвешку се такмичи од 2017. године и европског првенства у малим базенима у Копенхагену где му је најбољи резултат било десето место у квалификацијама штафета на 4×50 слободно. Потом је учествовао и на европском првенству у Глазгову 2018. и светском првенству у малим базенима у Хангџоуу 2018. године. У Кини је Стојковски успео да се пласира у полуфинале трке на 50 делфин, што је био његов први пласман у полуфинала појединачних трка у каријери на неком од великих такмичења.  
На светским првенствима у великим базенима је дебитовао у корејском Квангџуу 2019. где је наступио у укупно три дисциплине. Најбољи резултат остварио је у трци на 50 делфин коју је окончао на укупно 22. месту у квалификацијама, испливавши нови лични рекорд од 23,75 секунди. У квалификацијама трке на 50 слободно је био 46, а на 100 слободно укупно на 43. месту.